# Loudonville
Loudonville és una població dels Estats Units a l'estat d'Ohio. Segons el cens del 2000 tenia 2.906 habitants.

## Demografia
Segons el cens del 2000, Loudonville tenia 2.906 habitants, 1.189 habitatges, i 763 famílies. La densitat de població era de 450,6 habitants/km².
Dels 1.189 habitatges en un 30% hi vivien nens de menys de 18 anys, en un 51% hi vivien parelles casades, en un 9,9% dones solteres, i en un 35,8% no eren unitats familiars. En el 31,5% dels habitatges hi vivien persones soles el 13,9% de les quals corresponia a persones de 65 anys o més que vivien soles. El nombre mitjà de persones vivint en cada habitatge era de 2,34 i el nombre mitjà de persones que vivien en cada família era de 2,94.
Per edats la població es repartia de la següent manera: un 24,6% tenia menys de 18 anys, un 6,6% entre 18 i 24, un 27,3% entre 25 i 44, un 22,9% de 45 a 60 i un 18,5% 65 anys o més.
L'edat mediana era de 39 anys. Per cada 100 dones de 18 o més anys hi havia 88,3 homes.
La renda mediana per habitatge era de 36.273 $ i la renda mediana per família de 42.500 $. Els homes tenien una renda mediana de 31.225 $ mentre que les dones 23.807 $. La renda per capita de la població era de 16.831 $. Aproximadament el 9,7% de les famílies i el 13,2% de la població estaven per davall del llindar de pobresa.

## Poblacions més properes
El següent diagrama mostra les poblacions més properes.